# Bergs kyrka, Jämtland
Bergs kyrka ligger i Hoverberg, Jämtland och är församlingskyrka i Bergs församling i Härnösands stift. 

## Kyrkobyggnaden
Nuvarande Bergs kyrka invigdes den 9 juli 1797 och var en av Jämtlands största vid denna tid. Bygget leddes av kyrkobyggmästaren Johan Christoffer Loëll från Gävle efter ritningar som signerats av arkitekten Thure Wennberg. Den ersatte en äldre stenkyrka med fristående klockstapel som blivit för liten till följd av befolkningsökningen i församlingen under 1700-talet. En kyrka har funnits i Berg sedan medeltiden.
En större renovering och ombyggnad genomfördes 1908-13 av arkitekterna Fredrik Falkenberg och Erik Lallerstedt då bland annat tornhuven fick sin nuvarande utformning och portalen utsmyckades med kalkstenskolonner. Även interiören fick nya dekormålningar och bänkinredning. 1963 utfördes ytterligare en renovering då många av Falkenbergs tilläggs togs bort.

## Inventarier
Den rikt skulpterade altaruppsatsen utfördes av Jonas Edler och föreställer lammet med korset som vilar på förbundsarken. Edler utförde även predikstolen. Altarväggen pryds av Pehr Sundins dekorationsmåleri med arkitektoniska skenperspektiv. Orgeln byggdes av L. F. Hammardal och fick sin fasad ritad av Olof Tempelman. Kvar från den förra kyrkan finns en rad inventarier bevarade, bland dem ett altare skulpterat av Jonas Granberg från Klövsjö och dopfunten av Gregorius Raaf.

## Bilder

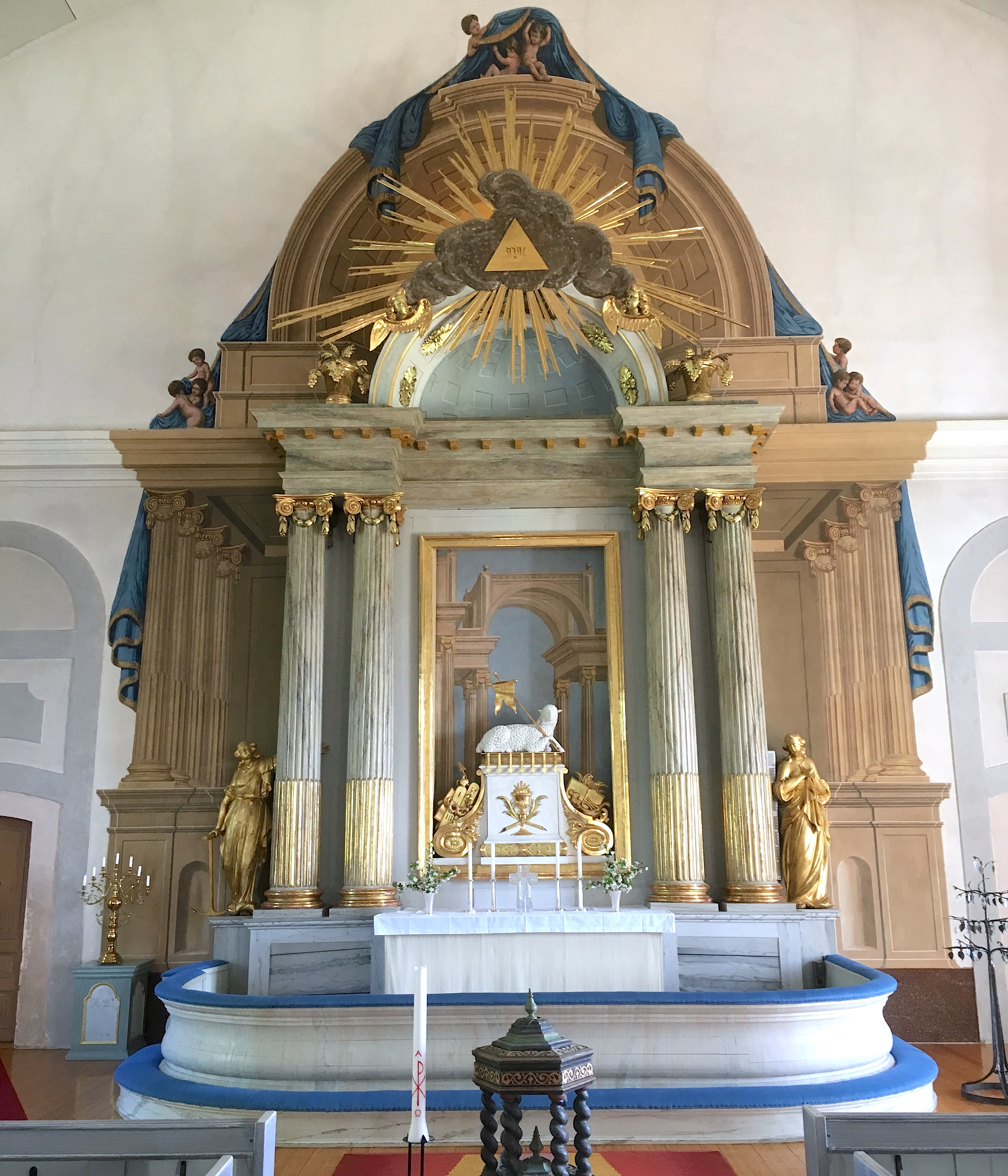
Huvudaltaret utfört av Jonas Edler och Pehr Sundin 1802.
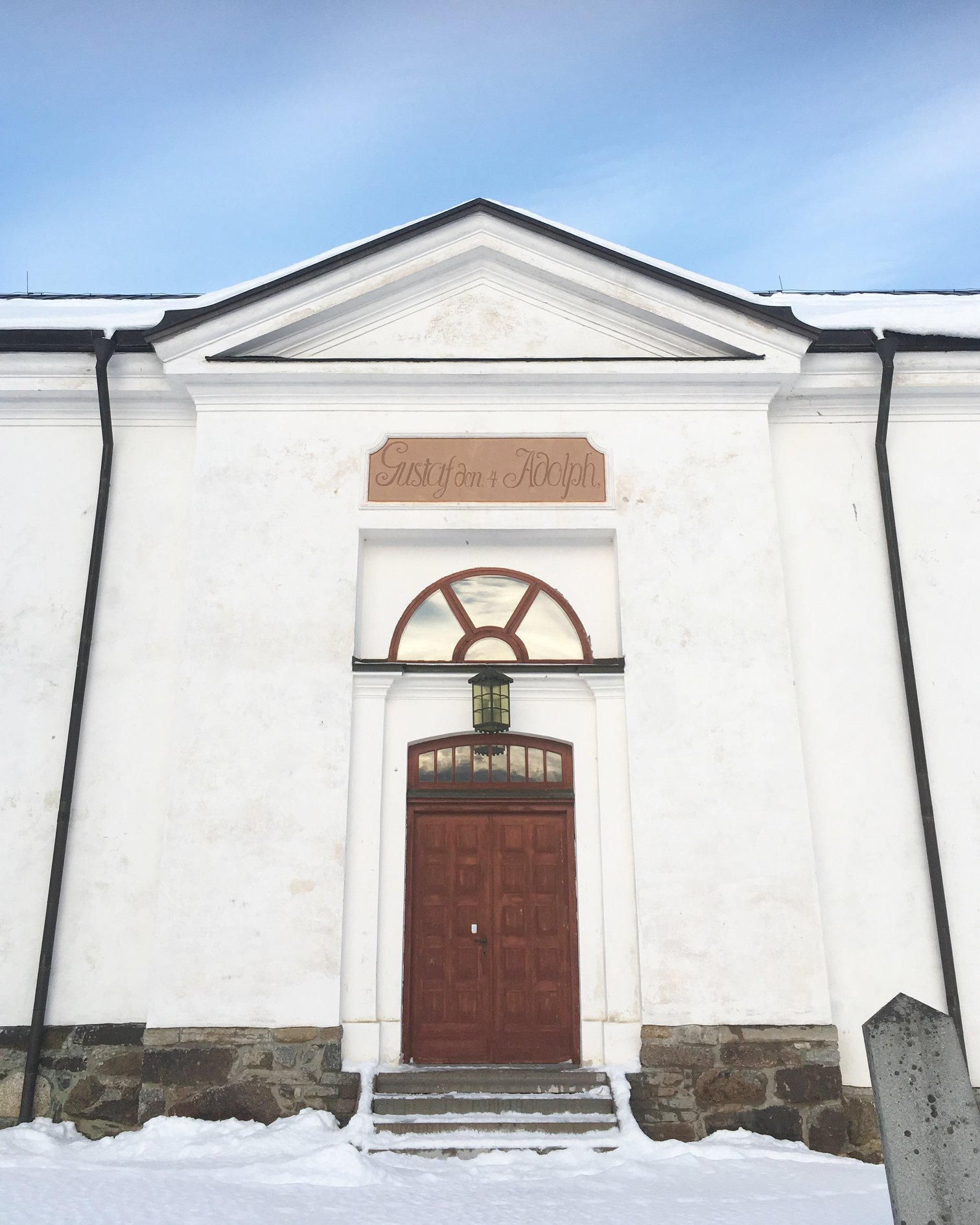
Bergs kyrka är en av få med Gustaf IV Adolfs namninskription.
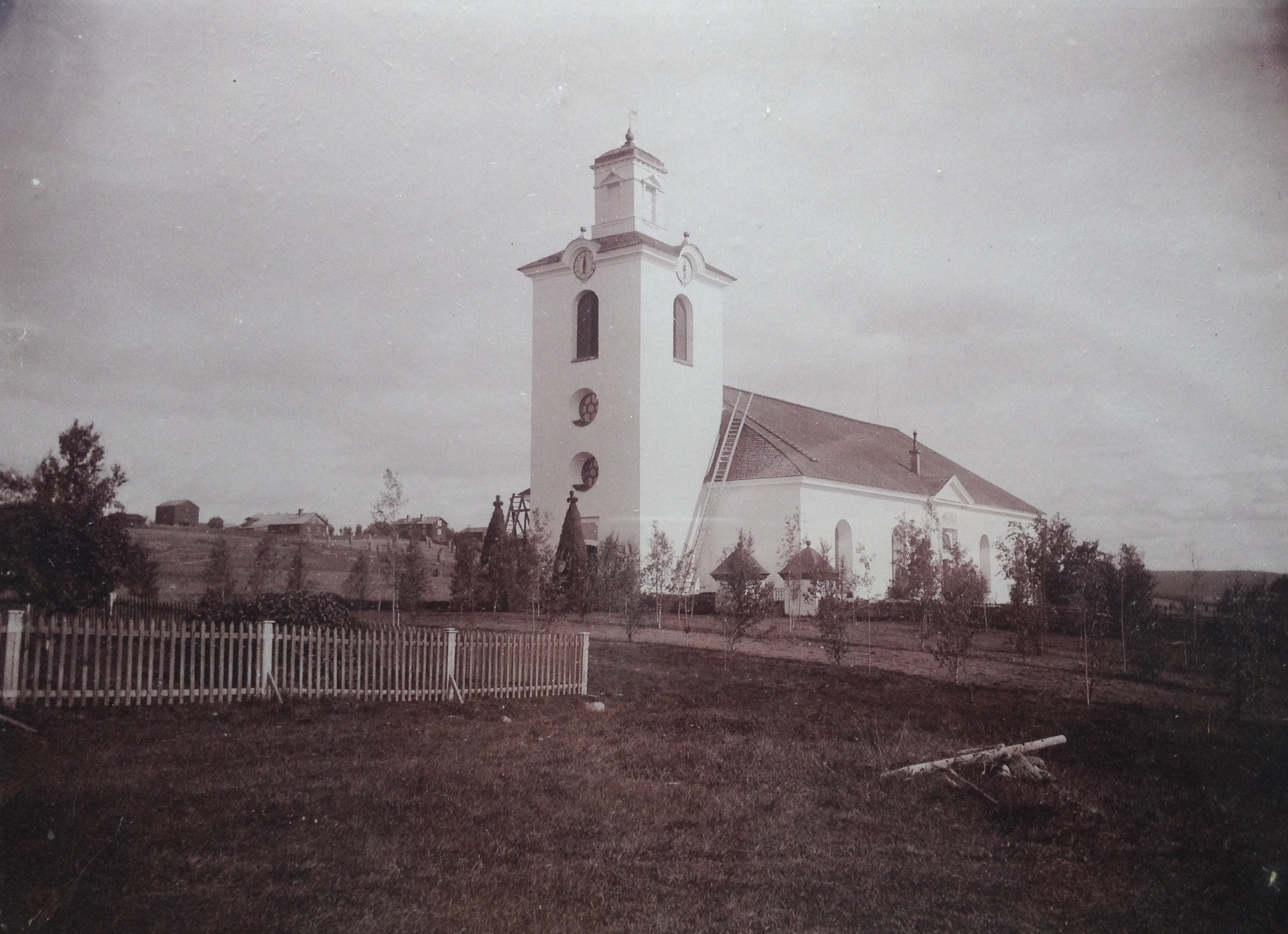
Utseendet före 1908-13 års restaurering. Fotograf Emil Novén.
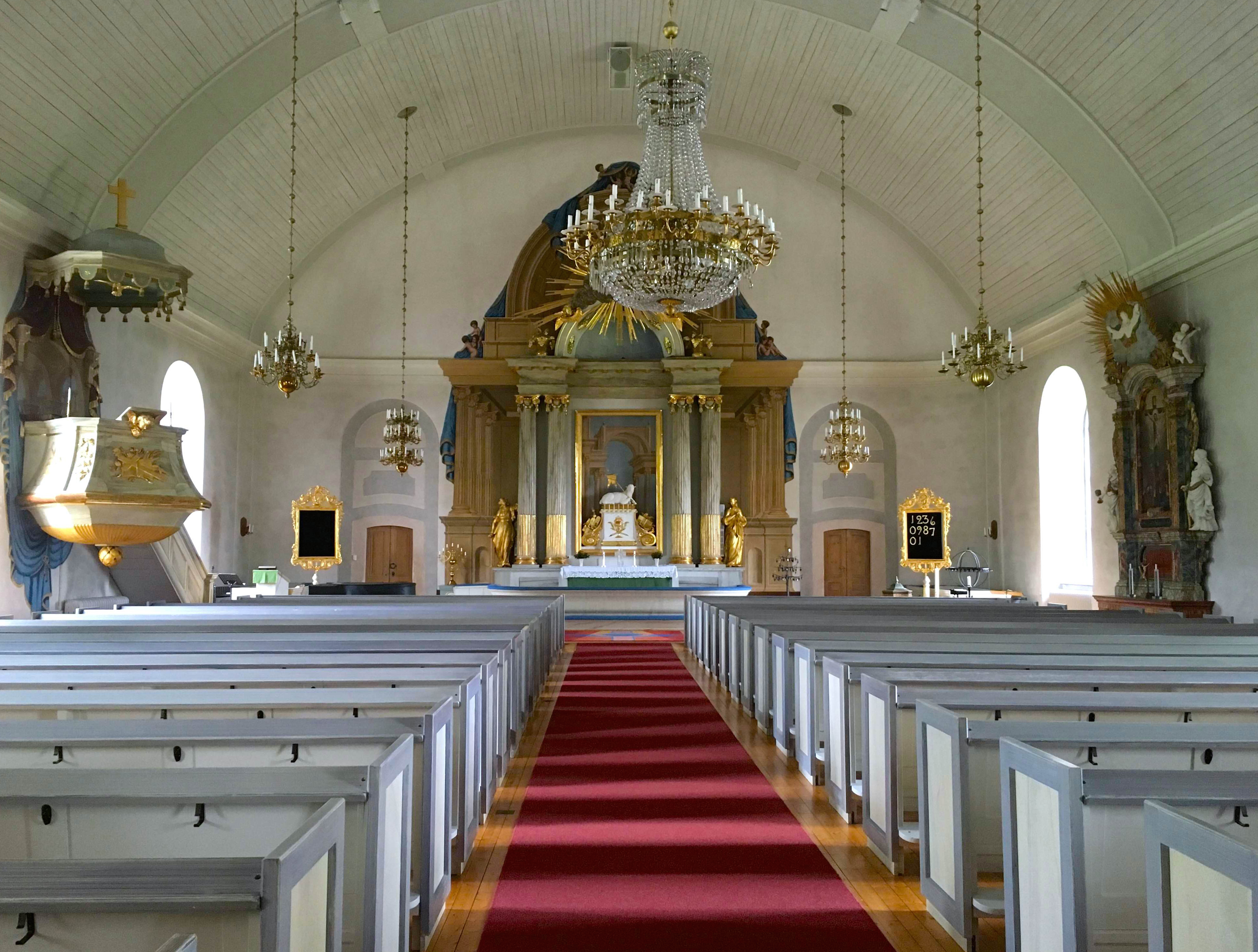
Interiör.
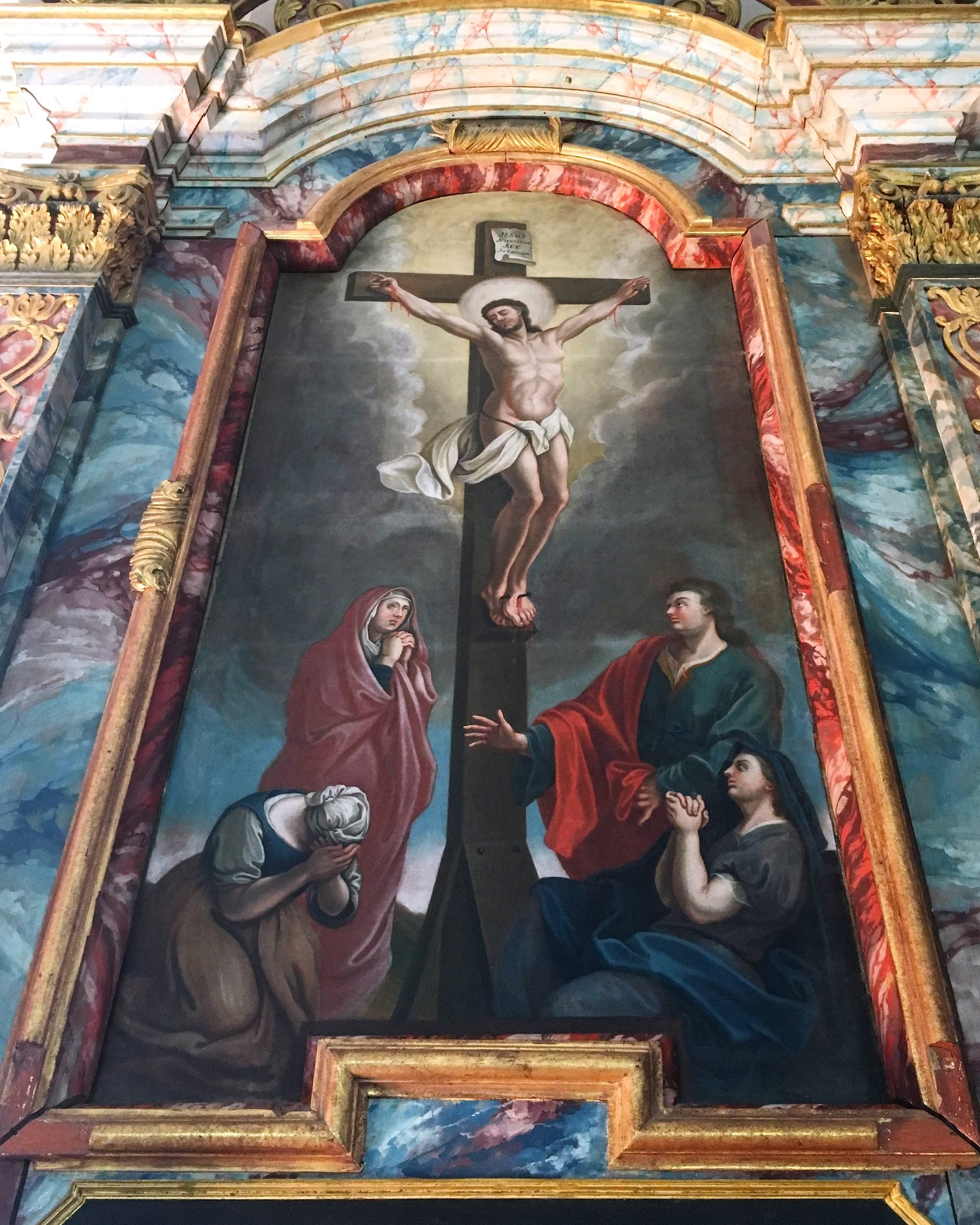
Altaret från Bergs gamla kyrka, utfört 1746–47 av Carl Hofverberg och Jonas Granberg.
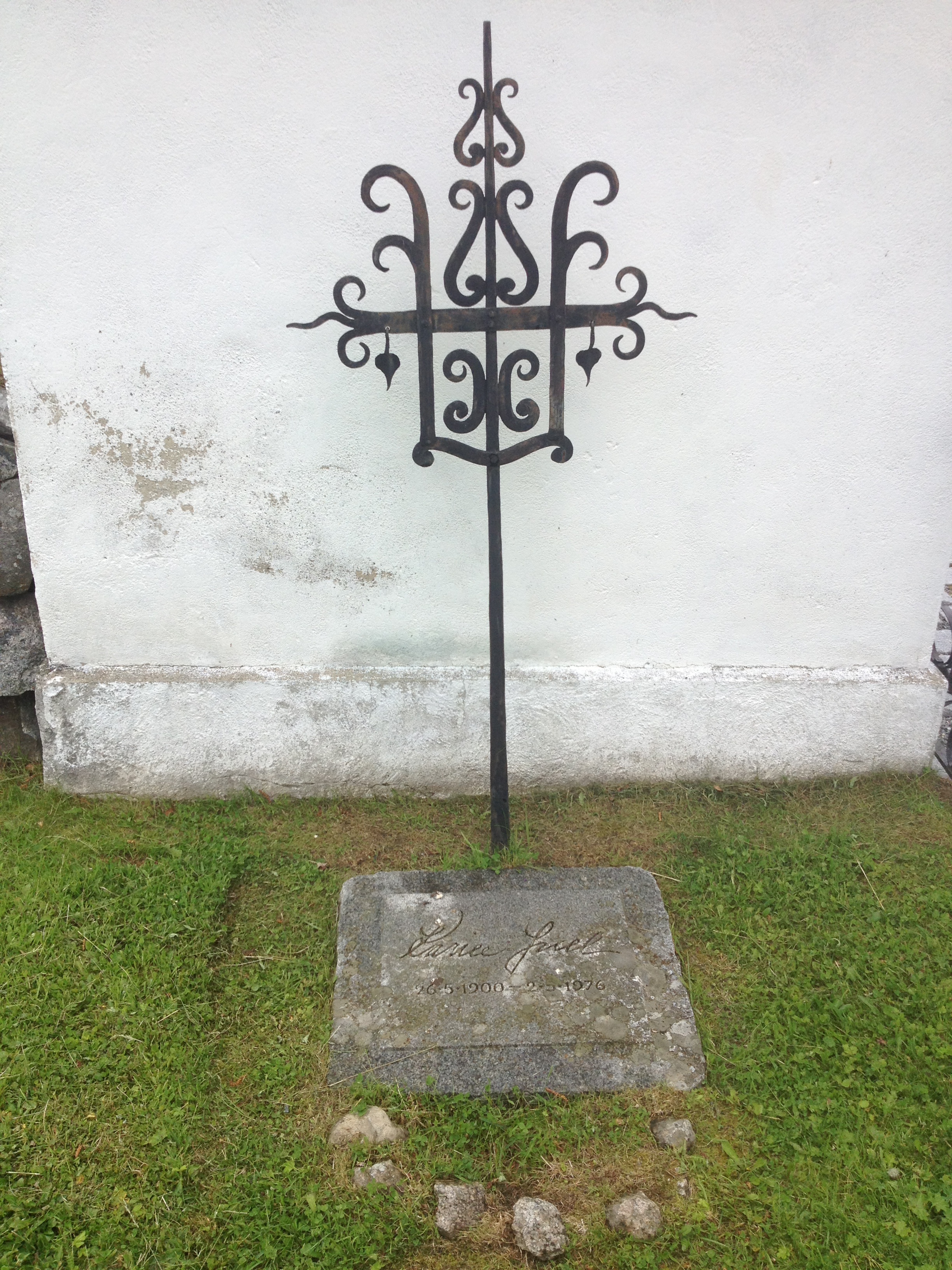
Karin Juels grav.
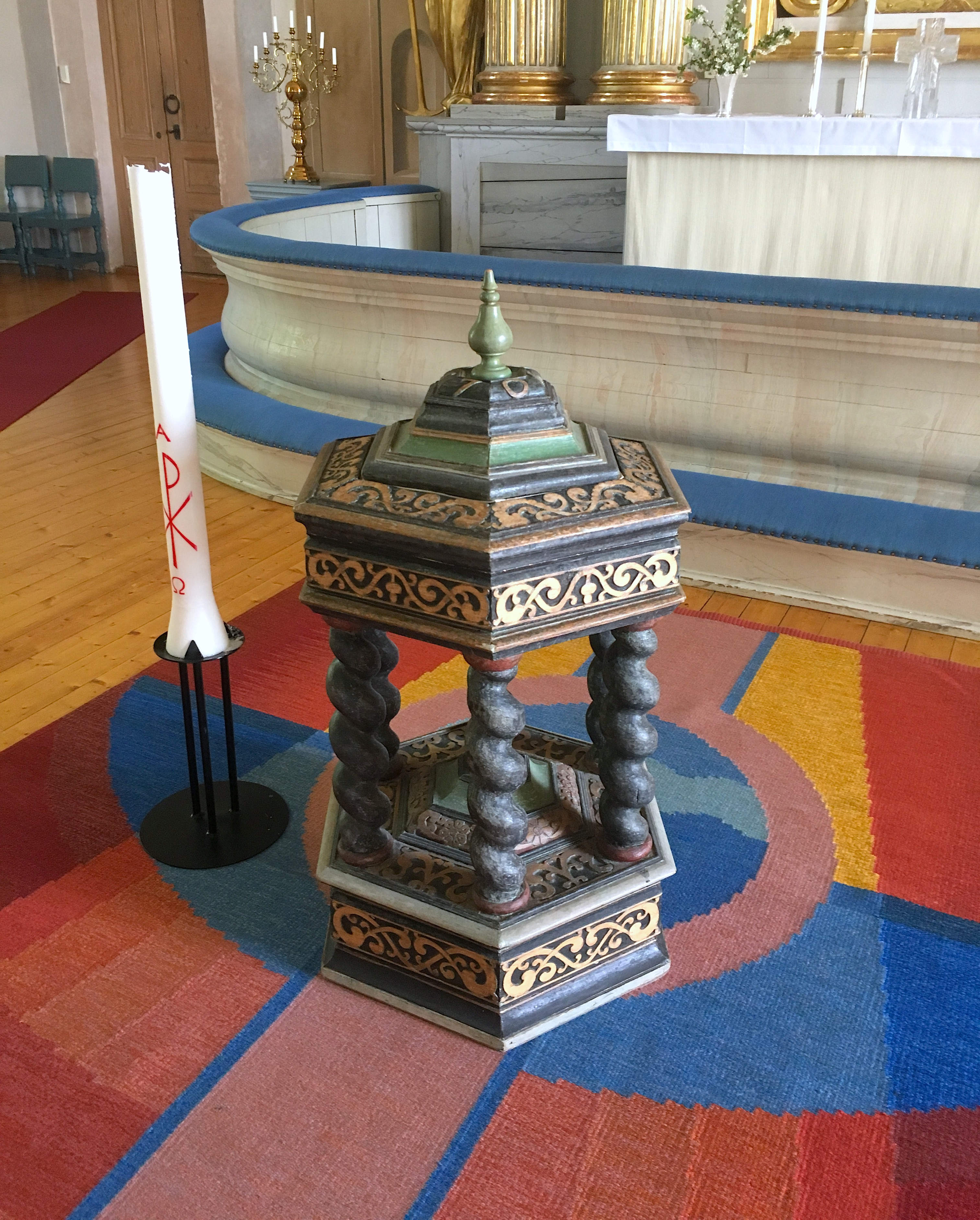
Dopfunten från 1706 attribuerad till Gregorius Raaf.